# Санудо, Марино Старший

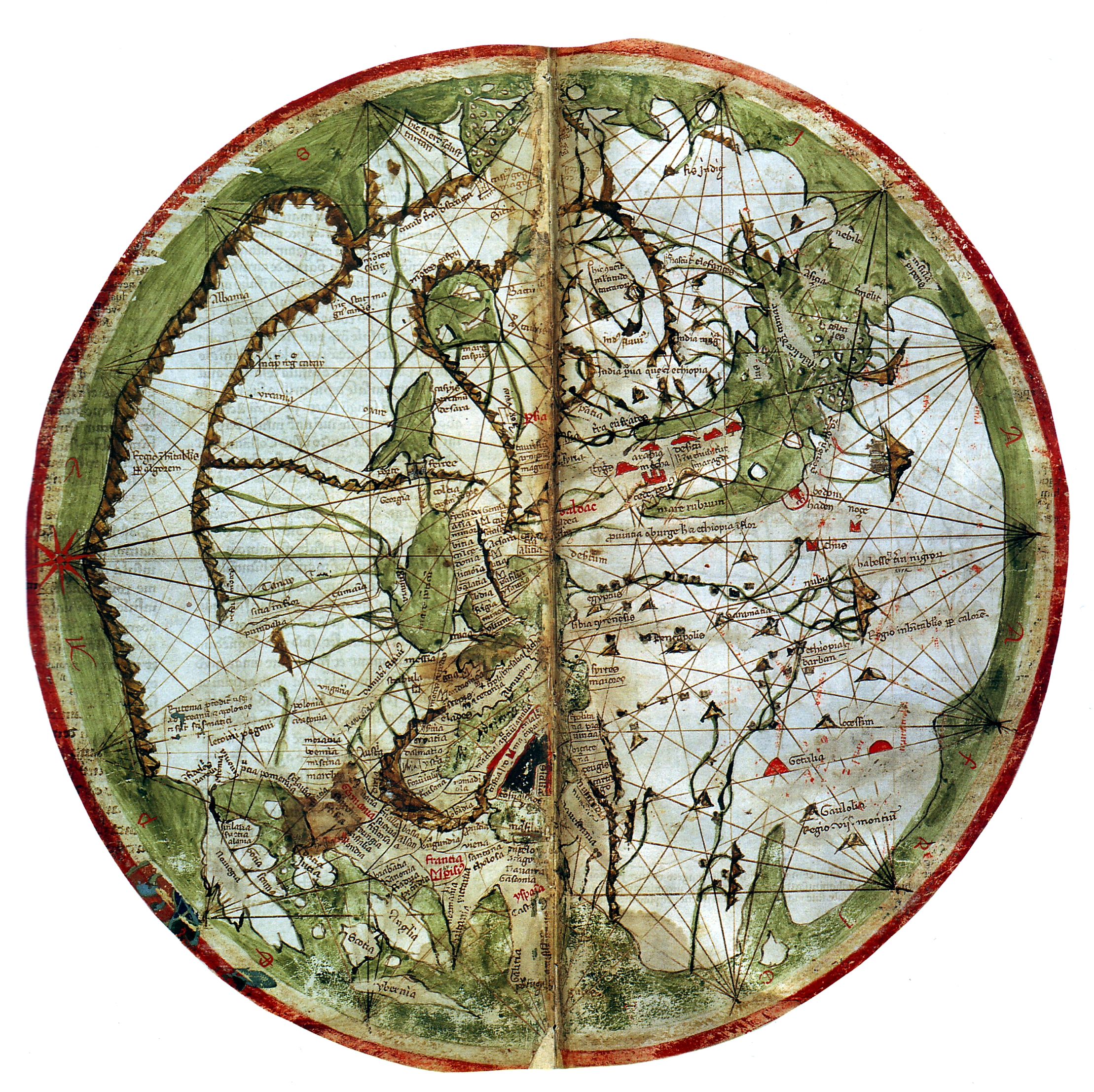
Карта мира Пьетро Весконте (около 1320 года), содержащаяся в «Liber secretorum»

Марино Сануто или Санудо Старший из Торчелло (итал. Marino Sanudo; около 1260 — 1338) — венецианский географ, путешественник и государственный деятель. Предок историка Марино Санудо Младшего.
Его путешествия в Малую Азию, Армению, Сирию и Египет прославили его имя почти наравне с именем Марко Поло. Он даёт в своём капитальном труде «Книга тайн последователей Креста [Господня]» (лат. Liber secretorum fidelium crucis) полное географическое и историческое описание Передней Азии и Египта. По его мнению, страны, попавшие в руки турок, могут ещё быть отняты у них соединённым натиском всех европейских христиан; неудача крестовых походов не должна уничтожать надежду на восстановление владычества христиан в Сирии; а Египет, по мнению Санудо, должна поскорее захватить Венецианская республика. Опубликована эта работа в 1611 году, в коллекции «Gesta Dei per franços».